# Pillar (Ross-Insel)
Pillar (englisch für Säule, Pfeiler) ist eine hoch aufragende Felssäule auf der antarktischen Ross-Insel. Es handelt sich dabei um einen exponierten Pfropfen in einem Vulkankrater am Kap Barne.
Teilnehmer der Terra-Nova-Expedition (1910–1913) unter der Leitung des britischen Polarforschers Robert Falcon Scott benannten das Objekt deskriptiv.